# Calostephane angolensis
Calostephane angolensis là một loài thực vật có hoa trong họ Cúc. Loài này được (O.Hoffm.) Anderb. mô tả khoa học đầu tiên năm 1991.